# بخش کلاتان
بخش کلاتان یکی از بخش‌های شهرستان بمپور در استان سیستان و بلوچستان ایران است.مرکز این بخش، شهر قاسم‌آباد است.
Kamran

## تقسیمات کشوری
- بخش کلاتان
  - دهستان میرآباد
  - دهستان بمپور غربی

شهر: قاسم‌آباد

## جمعیت
براساس سرشماری عمومی نفوس و مسکن در سال ۱۳۹۵، جمعیت بخش کلاتان برابر با ۱۶٬۷۹۴ نفر بوده‌است.